# مؤسسة بايدن
مؤسسة بايدن هي منظمة غير ربحية تأسست عام 2017 حتى عام 2019، من قبل نائب الرئيس الأمريكي السابق جو بايدن وجيل بايدن بهدف تعزيز التقدم والازدهار للأسر الأمريكية.

## تأسيسها
تأسست المؤسسة عام 2016 بعد الحصول على موافقة السلطات الضريبية الأمريكية. أطلقت عائلة بايدن مؤسسة بايدن علناً في الأول من فبراير 2017. إن الهدف من المؤسسة هو السماح لهم بمواصلة متابعة القضايا التي يهتمون بها أكثر بمجرد مغادرتهم واشنطن، وشملت هذه القضايا مبادرة جو بايدن لمكافحة السرطان، وقانون العنف ضد المرأة، منذ توليه منصب عضو مجلس الشيوخ، ودعم جيل بايدن للأسر العسكرية، والذي بدأ كمبادرة الانضمام إلى القوى خلال فترة عملها كسيدة ثانية، وتركيزها على الكليات المجتمعية، والتي واصلت التدريس في إحداها.

## كادر العمل
أصبح العديد من مساعدي بايدن السابقين أعضاء بارزين في طاقم المؤسسة. كان رئيس مجلس الإدارة هو تيد كوفمان الذي تم تعيينه لشغل مقعد بايدن في مجلس الشيوخ عندما أصبح نائباً للرئيس. كانت نائبة رئيس مجلس الإدارة فاليري بايدن أوينز، شقيقة جو بايدن. كما شغلت لويزا تيريل المديرة التنفيذية للمؤسسة، وهي من قدامى المحاربين في إدارة أوباما وموظفي الكونجرس المختلفين. كما عمل لصالح المؤسسة المستشار السياسي السابق لإدارة أوباما غوتام راغافان والمستشار الاقتصادي السابق لنائب الرئيس بن هاريس. وكان من بين الشخصيات الأخرى المرتبطة بالمؤسسة المستشار السابق للجنة القضائية بمجلس الشيوخ والسفير الأمريكي مارك جيتنشتاين.

## أنشطتها
في عام 2017، أعلنت المؤسسة عن جمع 6.6 مليون دولار، وكان من بين المتبرعين للمؤسسة المدير التنفيذي المتقاعد برنارد إل شوارتز ومالك فريق البيسبول بيتر أنجيلوس، ولم تقبل المؤسسة أي أموال من جهات أجنبية. وهي معفاة من الضرائب بالنسبة للمانحين. كما ذكرت صحيفة نيويورك تايمز أن معظم الأموال التي جمعتها المؤسسة ذهبت إلى رواتب الموظفين وليس المنح، وفي عام 2017، قدمت المؤسسة منحة واحدة فقط، بلغت قيمتها حوالي 500 ألف دولار.
في مايو 2018، أقامت مؤسسة ديفيد بوهنيت، بالإشتراك مع مؤسسة جيل شراكة مع مؤسسة بايدن وجمعية الشبان المسيحيين مشروع تعاوني لتحسين مستويات الشمولية التي تظهر في مواقع الجمعية في جميع أنحاء البلاد تجاه الأشخاص المثليين جنسياً ومزدوجي الميل الجنسي ومغايري الهوية الجنسية، وكجزء من المؤسسة، واصلت جيل بايدن العمل الدعائي للأسر العسكرية بعد أن أصبحت السيدة الأولى في عام 2021. 

## اغلاق المؤسسة
في 25 أبريل 2019، أعلنت المؤسسة أنها ستعلق جميع عملياتها مع التخفيض الكامل لأنشطتها، وكان هذا الإغلاق بسبب ظهور الحملة الرئاسية لجو بايدن لعام 2020، والتي تم الإعلان عنها في نفس اليوم. كان بايدن وموظفوه حريصين على عدم تكرار تجربة مؤسسة كلينتون خلال الانتخابات الرئاسية الأمريكية لعام 2016، والتي استمرت وبالتالي واجهت سلسلة من اتهامات تضارب المصالح التي أزعجت حملة هيلاري كلينتون الرئاسية لعام 2016.